# ان‌جی‌سی ۸۰۰
ان‌جی‌سی ۸۰۰ (انگلیسی: NGC 800) نام یک کهکشان مارپیچی در صورت فلکی نهنگ است.